# Jason Black
Jason Black es un bajista estadounidense que forma parte de la banda de punk rock y post hardcore Hot Water Music. También se desempeña como bajista en The Draft, grupo liderado por Chris Wollard.
Antes de Hot Water Music tocó en bandas de Gainesville, Florida como Thread y Fossil. En una de ellas coincidió con Chuck Ragan y en la otra con Chris Wollard.
- Datos: Q21026441
- Multimedia: Jason Black / Q21026441